# Mimononymoides somaliensis
Mimononymoides somaliensis là một loài bọ cánh cứng trong họ Cerambycidae.